# Małgorzata Talarczyk
Małgorzata Talarczyk (ur. 23 listopada 1951 w Poznaniu) – polska aktorka teatralna, filmowa i telewizyjna oraz nauczycielka zadań aktorskich.

## Życiorys
Małgorzata Talarczyk debiutowała w Apetycie na czereśnie Agnieszki Osieckiej 19 listopada 1970 roku w jeleniogórskim Teatrze Dolnośląskim. Od 1982 roku jest aktorką Teatru Miejskiego w Gdyni. Od 1983 roku pracuje jako nauczycielka zadań aktorskich w Studium Wokalno-Aktorskim przy Teatrze Muzycznym im. Danuty Baduszkowej w Gdyni – pod jej ręką pięćdziesięciu ośmiu dyplomantów osiągnęło dyplom aktorski. Od 1996 roku przewodniczy gdańskiemu oddziałowi Związku Artystów Scen Polskich.
Na scenie wcielała się m.in. w Kasandrę w Odprawie posłów greckich Jana Kochanowskiego, Marię Magdalenę w Historyi o chwalebnym zmartwychwstaniu pańskim Mikołaja z Wilkowiecka, Pudla w Brytanie Brysiu Aleksandra Fredry, Klaudestynę de Montreuil w Bezimiennym dziele Witkacego, nauczycielkę w Konopielce Edwarda Redlińskiego, Hermię i Tytanię w Śnie nocy letniej Williama Shekspira, Księżną Himalaj w „Operetce” Witolda Gombrowicza, Iwonę i Królową Małgorzatę w Iwonie, księżniczce Burgunda Witolda Gombrowicza, Alę i Eugenię w Tangu Sławomira Mrożka, Matkę w Balladynie Juliusza Słowackiego i Gwinonę w Lilii Wenedzie Juliusza Słowackiego. Pracowała pod kierunkiem m.in.: Adama Hanuszkiewicza, Henryka Tomaszewskiego, Waldemara Śmigasiewicza i Jerzego Rakowieckiego.
Była żoną aktora Romana Talarczyka i synową aktora Kazimierza Talarczyka.

## Nagrody i odznaczenia
Wielokrotna laureatka nagród artystycznych prezydenta miasta Gdyni (1994, 1996, 2004, 2008 i 2010). W 2004 roku otrzymała Złoty Krzyż Zasługi. W 2015 została odznaczona brązowym, a w 2024 srebrnym medalem „Zasłużony Kulturze Gloria Artis”. W 2016 dyrektor Centrum Edukacji Artystycznej przyznał jej Nagrodę indywidualną II stopnia za szczególny wkład w rozwój edukacji artystycznej w Polsce.